# Grayson Hall
Grayson Hall (født Shirley H. Grossman; 18. september 1922, død 7. august 1985) var en amerikansk teater-, tv- og filmskuespiller. Hun blev bredt betragtet for sine avantgarde teaterforestillinger fra 1960'erne til 1980'erne. Hall blev nomineret i 1964 til en Oscar og en Golden Globe Award for John Huston filmen Fanget i natten.
Hun spillede flere fremtrædende roller i den gotiske sæbeopera Dark Shadows (1966-71) og optrådte på One Life to Live (1982-83). I 2006 blev en biografi af hendes liv udgivet med titlen Grayson Hall: A Hard Act to Follow.

## Filmografi
- Vampyren banker på (1970)
- Fanget i natten (1964)